# Селеш, Эрика
Эрика Корнелия Селеш (венг. Szeles Erika Kornélia; 6 января 1941, Будапешт — 8 ноября 1956, Будапешт) — венгерская девушка-подросток, участница антикоммунистического восстания 1956 года. Повстанческий боец и медсестра. Погибла в бою с советскими войсками. В современной Венгрии считается героиней и мученицей революции.

## Происхождение
Родилась в семье венгерских евреев. Шандор Селеш, отец Эрики, стал жертвой Холокоста — по одним данным, погиб в нацистском концлагере, по другим — умер от голода в гетто в 1944 году.
В конце 1940-х провела три месяца в Дании по приглашению организации Red Barnet, занимавшейся помощью детям в разоренных войной странах.
Эрика Селеш обучалась в пештском училище общепита имени Йожефа Добоша. С 14 лет работала помощницей повара в гостинице.
Ноеми Селеш (Блюменфельд), мать Эрики Селеш, была убеждённой коммунисткой. По воспоминаниям одноклассника, с 1952—1953 учебного года Эрика была пионеркой. Однако под влиянием друзей девочка-подросток прониклась антикоммунистическими взглядами.

## Боец и медсестра
Во время событий 1956 года Эрика Селеш примкнула к движению антикоммунистической молодёжи. С энтузиазмом посещала собрания Кружка Петёфи. 23 октября включилась в Венгерское восстание 1956 года в составе студенческой боевой группы. Быстро освоила ППШ, участвовала в будапештских боях с советскими войсками.
1 ноября 1956 года датский фотокорреспондент Вагн Хансен сделал и распространил фотографию Эрики Корнелии Селеш с оружием в руках. Опасаясь за её жизнь, друзья уговорили Эрику перейти из боевого состава в санитарно-медицинскую группу.
8 ноября 1956 15-летняя Эрика Селеш как медсестра участвовала в очередном боестолкновении. Пытаясь вынести раненого бойца, попала под обстрел советских солдат. Получила смертельное ранение, скончалась на месте. 14 ноября была похоронена на еврейском кладбище. В 1990 рядом с ней похоронена её мать.

## Посмертный образ
Ноябрьский фотоснимок сделал Эрику Корнелию Селеш одним из символов Венгерского восстания 1956 года. После демонтажа коммунистического режима в 1989 году она была объявлена героиней и мученицей революции.
Образ Эрики Селеш противопоставляется современным венгерским ультраправым (в частности, партии Йоббик), которые обосновывают свой антисемитизм ссылками на роль евреев при режиме Матиаша Ракоши.

Я не знаю, чего хотела эта девочка — торжества социал-демократии под руководством либерального коммуниста Имре Надя или восстановления традиционалистской диктатуры под дланью кардинала Миндсенти... Вот только воевать с такими девочками — в этом нет ни чести, ни доблести. А вот эти девочки — защитницы своей родины.

Александр Скобов.

Вид Эрики Селеш на фотографии Хансена — ватник, ППШ, из-за пазухи видна рукоять 7,65-мм пистолета FÉG 48M (напоминающего германский Walther PP) — иногда приводит к тому, что венгерскую антикоммунистку принимают за советскую партизанку.[значимость факта?]